# 坂本祐之輔
坂本 祐之輔（坂本 祐之輔、さかもと ゆうのすけ、1955年（昭和30年）1月30日 - ）は、日本の政治家。立憲民主党所属の衆議院議員（4期）、武蔵丘短期大学客員教授。埼玉県東松山市長（4期）、東松山市議会員（2期）、民進党副代表等を務めた。

## 来歴
埼玉県東松山市生まれ。東松山市立松山第一小学校、東松山市立松山中学校、埼玉県立松山高等学校卒業。1980年3月、日本大学文理学部体育学科卒業。大学卒業後、東京都墨田区向島の料亭「櫻茶ヤ」、愛媛県砥部町の日本料理店「真砂家」にて修行を積む。その後、29歳で家業の「料亭 坂本屋」を継ぎ、同社代表取締役に就任した。
1987年、東松山市議会議員選挙に出馬し、初当選。1991年に再選を果たし、2期7年間市議を務める。1994年、東松山市議を2期目の任期途中で辞職し、東松山市長選挙に出馬して当選した。以後、東松山市長を4期16年にわたり務めた。なお、初出馬した市長選を除き、2期目以降は全て無投票により再選を果たしている。東松山市長在任中は「生活重視・福祉優先」を基本方針に、ノーマライゼーションのまちづくりを中心に行政運営を行った。この「ノーマライゼーションのまちづくり」は、東京書籍発行の小学校6年生用の社会科教科書の中で紹介されている。
2007年、「ノーマライゼーションのまちづくり」の一環で、障害児の就学先を判定する就学支援（指導）委員会を廃止し、就学相談調整会議を創設。障害を持つ子供本人やその保護者が希望する学校へ全員入学できるようにする、全国初の取り組みを行った。
2008年12月、東松山市社会福祉協議会が、破綻したアメリカ合衆国のリーマン・ブラザーズ社債1億円を購入していた問題では、市特別理事（部長職）が、国の通知に反した資金運用規程をごまかすため、社協前事務局長らに改竄を提案していた事実が内部告発により判明し、波紋を呼んだが、坂本は自身の改竄への関与を否定した上で、市特別理事や社協幹部職員の処分を検討し、また一連の不祥事の責任を取るため、自身の市長給与の50%カット（12ヶ月間）を行う意向を表明した。2010年、東松山市長を退任。
東松山市長を退任後、衆議院議員総選挙立候補の意思を表明し、日本維新の会に入党。2012年12月、第46回衆議院議員総選挙に日本維新の会公認で埼玉10区から出馬。埼玉10区では、従来この選挙区が地盤であった日本未来の党の松崎哲久（前回当選時は民主党所属）の得票数を上回ったものの、自由民主党元職の山口泰明に敗れる。重複立候補していた比例北関東ブロックで復活し、当選した。
2014年6月の日本維新の会分党に際しては橋下徹共同代表の新党に参加する意思を執行部に届け出た。同年9月、維新の党結党に際し同党埼玉県総支部代表に就任。日本維新の会埼玉県総支部は総支部ごと橋下共同代表と行動を共にした。同年12月、第47回衆議院議員総選挙に維新の党公認で埼玉10区から再び出馬。小選挙区では敗れたものの、比例復活で再選。
維新の党が旧民主党と合流して出来た民進党の結党大会では旧維新の党側を代表して大会の進行役議長を務め、結党後の人事では党副代表の一人となり同年9月まで務めた。
2017年の第48回衆議院議員総選挙に希望の党公認で出馬。投票日直前の10月20日、党の公約とかけ離れた「憲法改悪の阻止」「安保法制の白紙化」などを盛り込んだ政策協定書を地元市民グループと締結した。同選挙では選挙区で敗れ、惜敗率77.3%で比例復活も適わず落選した。2019年1月25日に立憲民主党に入党し、29日に同党の埼玉10区支部長に就任した。
2021年10月31日、第49回衆議院議員総選挙では立憲民主党の公認候補として立候補。引退を表明した山口泰明の後継候補である次男で元秘書の山口晋を相手に惜敗率93.2%と僅差に持ち込み、比例復活で当選。
2024年10月27日、第50回衆議院議員総選挙で初めて小選挙区で勝利し4選。

## 政策・主張
- アベノミクスを評価しない。
- 原発は日本に必要ない。
- 村山談話・河野談話を見直すべき。
- ヘイトスピーチを法律で規制することに賛成[16]。
- 選択的夫婦別姓制度導入について、2014年の調査では「どちらとも言えない」としていた[17]が、2017年の調査では、「賛成」としている[18]。
- 2017衆院選読売新聞候補者アンケートでは、

Q 憲法9条のあり方について、あなたはどちらの考え方に近いですか。という質問に対し、
1.戦争の放棄や戦力不保持を定めた1、2項を維持したうえで、自衛隊の根拠規定を追加する。という選択肢で回答。（読売新聞2017年10月14日朝刊地域面(埼玉)掲載)

## 年譜

### 経歴
- 1980年（昭和55年）3月　日本大学文理学部体育学科卒業
- 1984年（昭和59年）10月　「料亭　坂本屋」代表取締役に就任
- 1990年（平成2年） 1月　社団法人　東松山青年会議所理事長就任

### 政歴
- 1987年（昭和62年）4月　東松山市議会議員選挙に立候補し初当選
- 1991年（平成3年）4月　東松山市議会議員選挙にて2期目当選
- 1994年（平成6年）7月　東松山市長選挙に立候補し初当選[19]
- 1998年（平成10年）7月　東松山市長2期目当選（無投票）
- 2002年（平成14年）7月　東松山市長3期目当選（無投票）
- 2006年（平成18年）7月　東松山市長4期目当選（無投票）
- 2012年（平成24年）12月　第46回衆議院議員総選挙に立候補し初当選
- 2014年（平成26年）12月　第47回衆議院議員総選挙に立候補し再選
- 2017年（平成29年）10月　第48回衆議院議員総選挙に立候補し落選
- 2021年（令和3年）10月　第49回衆議院議員総選挙に立候補し当選
- 2024年（令和6年）10月　第50回衆議院議員総選挙に立候補し当選

## 家族・親族
- 父親・守平[20]も東松山市議で、市議会議長も務めたが、坂本が高校3年生の時に43歳の若さで急逝している[4]。母・悦子は2015年11月、病気のため死去。
- 息子はラッパーの心之助（坂本伸之輔）[21]。
- 元埼玉県議会議員（西13区（比企郡川島町・吉見町）選出、無所属）の中村健は義弟（妹・浩子の夫）。
  - 自由民主党所属であったが、義兄である坂本の総選挙出馬を受け、坂本を支援するため2012年4月に自由民主党を離党した[22]。2014年12月、病気のため死去。

## 選挙歴
| 当落 | 選挙                       | 執行日         | 年齢 | 選挙区       | 政党         | 得票数    | 得票率 | 定数 | 得票順位 /候補者数 | 政党内比例順位 /政党当選者数 |
| ---- | -------------------------- | -------------- | ---- | ------------ | ------------ | --------- | ------ | ---- | ------------------ | ---------------------------- |
| 当   | 1987年東松山市議会議員選挙 | 1987年4月      | 32   |              | 無所属       |           |        |      | /                  | /                            |
| 当   | 1987年東松山市議会議員選挙 | 1991年4月      | 36   |              | 無所属       |           |        |      | /                  | /                            |
| 当   | 1994年東松山市長選挙       | 1994年7月      | 40   |              | 無所属       |           |        | 1    | /1                 | /                            |
| 当   | 1998年東松山市長選挙       | 1998年7月      | 44   |              | 無所属       |           |        | 1    | /1                 | /                            |
| 当   | 2002年東松山市長選挙       | 2002年7月      | 48   |              | 無所属       |           |        | 1    | /1                 | /                            |
| 当   | 2006年東松山市長選挙       | 2006年7月      | 52   |              | 無所属       |           |        | 1    | /1                 | /                            |
| 比当 | 第46回衆議院議員総選挙     | 2012年12月16日 | 57   | 埼玉県第10区 | 日本維新の会 | 5万6482票 | 29.00% | 1    | 2/5                | 4/4                          |
| 比当 | 第47回衆議院議員総選挙     | 2014年12月14日 | 59   | 埼玉県第10区 | 維新の党     | 6万5104票 | 36.90% | 1    | 2/3                | 1/3                          |
| 落   | 第48回衆議院議員総選挙     | 2017年10月22日 | 62   | 埼玉県第10区 | 希望の党     | 6万6106票 | 37.13% | 1    | 2/3                | 6/4                          |
| 比当 | 第49回衆議院議員総選挙     | 2021年10月31日 | 66   | 埼玉県第10区 | 立憲民主党   | 9万214票  | 48.41% | 1    | 2/2                | 4/5                          |
| 当   | 第50回衆議院議員総選挙     | 2024年10月27日 | 69   | 埼玉県第10区 | 立憲民主党   | 9万7591票 | 59.02% | 1    | 1/2                | /                            |